# Соколищенский сельсовет
Соколищенский сельсовет — административная единица на территории Россонского района Витебской области Белоруссии. Административный центр — агрогородок Соколище.

## Состав
Соколищенский сельсовет включает 13 населённых пунктов:
- Волотовки — деревня.
- Головчицы — деревня.
- Горки — деревня.
- Изобылино — деревня.
- Конюхово — деревня.
- Кульнево — деревня.
- Купелище — деревня.
- Латышево — деревня.
- Марково — деревня.
- Мошница — деревня.
- Седлово — деревня.
- Соколище — агрогородок.
- Старосеков Двор — деревня.

Упразднённые населенные пункты:
- Заболотье— деревня.

## Интересные факты
Населённый пункт Кульнево назван в честь генерал-майора Я. П. Кульнева. Ранее назывался Церковище.